# رود مادره د دیوس
رود مادره د دیوس (تلفظ اسپانیایی: [ˈmaðɾe ðe ðjos]) رودی است که به رود بنی در بولیوی می‌ریزد.